# The Green Knight (film)
The Green Knight er en historisk fantasy storfilm skrevet, produceret, instrueret og redigeret af David Lowery. Det er en filmatisering af digtet Sir Gawain and the Green Knight, der stammer fra 1300-tallet. Hovedrollen spilles af Dev Patel som Gawain, der rejser afsted for at teste sit mod og møder Den Grønne Ridder. Derudover medvirker Alicia Vikander, Joel Edgerton, Sarita Choudhury, Sean Harris og Ralph Ineson.
The Green Knight blev udgivet i USA 30. juli 2021 via A24. Den modtog gode anmeldelser for sin cinematografi, musik, skuespilspræstationer (særligt Patels), produktionsværdi og Lowerys originalitet, instruktør og manuskript.
Den indspillede for $18,9 mio. mod et budget på $15 million

## Medvirkende
- Dev Patel som Sir Gawain
- Alicia Vikander som Essel and the Lady
- Joel Edgerton som the Lord
- Sarita Choudhury som Morgan le Fay
- Sean Harris som Kong Arthur
- Ralph Ineson som Den Grønne Ridder
- Barry Keoghan som the Scavenger
- Erin Kellyman som Winifred
- Kate Dickie som dronning Guinevere
- Atheena Frizzell som den yngste søster
- Nita Mishra som den ældste søster
- Tara McDonagh som den mellemste søster
- Helena Browne som the Sightless Woman
- Megan Tiernan som Gawains unge dronning[8]
- Emmet O'Brien som Merlin[9]